# Vincent (Automarke)

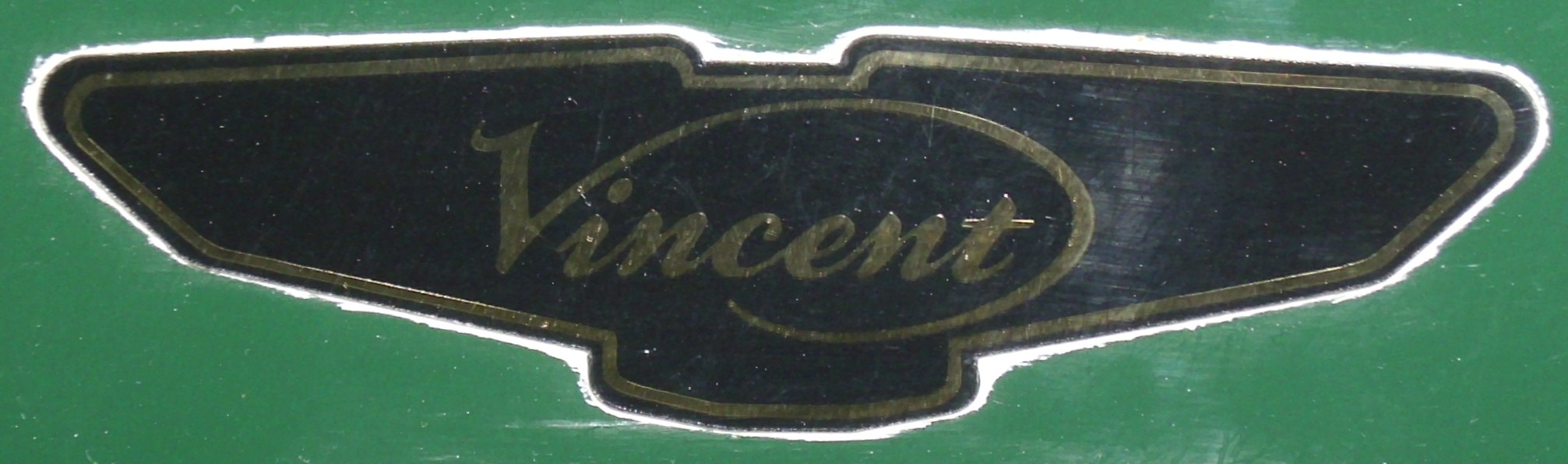
Emblem

Vincent ist eine britische Automarke.

## Markengeschichte
Martin Vincent gründete 1982 das Unternehmen Vincent Cars in Henley-on-Thames in der Grafschaft Oxfordshire. Er begann mit der Produktion von Automobilen und Kits. Der Markenname lautete Vincent. 1987 endete die Produktion. Verschiedene Unternehmen wie Swindon Sportscars aus Chiseldon in Wiltshire, Domino Cars aus Southampton in Hampshire, Vincent Engineering aus Solihull in West Midlands und Glassfibre Mouldings ebenfalls in Solihull, folgten.
Aktuell stellt Dwornik Engineering aus Horton-cum-Studley in Oxfordshire Fahrzeuge dieser Marke her. Insgesamt entstanden bisher etwa 171 Exemplare.

## Fahrzeuge
Nachstehend eine Übersicht über die Modelle, Zeiträume, ungefähre Produktionszahlen, Hersteller und Kurzbeschreibungen.
| Modell                            | Zeitraum  | Stückzahl | Hersteller | Kurzbeschreibung | Foto |
| --------------------------------- | --------- | --------- | --- | --- | ---- |
| Vincent Brooklands Vincent Sports | 1983–     | 6         | - 1983–1984 Vincent Cars - 1984–1987 Swindon Sportscars - seit 1987 Dwornik Engineering                           | Nachbildung des Riley MPH aus den 1930er Jahren, ähnelt dem Vincent MPH, allerdings mit mitlenkenden vorderen Kotflügeln.                                                      |      |
| Vincent Hurricane                 | 1982–1995 | 65        | - 1982–1987 Vincent Cars - 1987–1991 Domino Cars - 1991–1995 Vincent Engineering - 1991–1995 Glassfibre Mouldings | Roadster auf Basis von Triumph Spitfire und Triumph GT 6. Wird seit 1995 von Caburn Engineering als Caburn vermarktet.                                                         |      |
| Vincent MPH Vincent Rallye        | 1982–     | 100       | - 1982–1984 Vincent Cars - 1984–1987 Swindon Sportscars - seit 1987 Dwornik Engineering                           | Nachbildung des Riley MPH, mit Leiterrahmen, Karosserie aus Fiberglas, Motorhaube aus Aluminium, langgezogene vordere Kotflügel, viele Teile vom Ford Escort und Ford Cortina. |      |